# Klaus Rosen

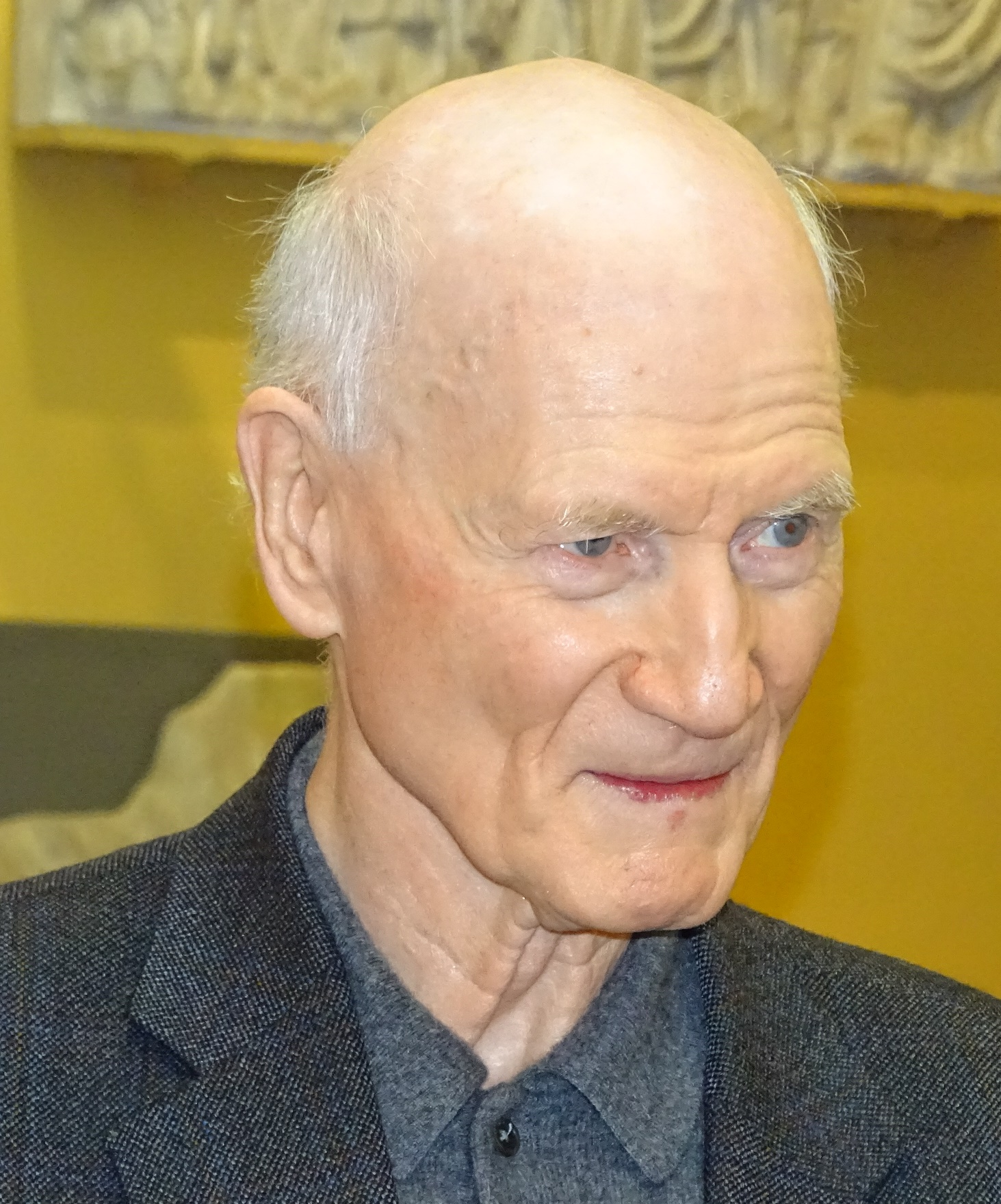
Klaus Rosen, 2019

Klaus Rosen (* 31. Mai 1937 in Mannheim) ist ein deutscher Althistoriker mit dem Schwerpunkt Spätantike. Er bekleidete Lehrstühle für Alte Geschichte an der Universität Eichstätt (1978–1982) und an der Universität Bonn (1982–2002).

## Leben und Wirken

### Akademische Laufbahn
Klaus Rosen trat 1947 in das humanistische Karl-Friedrich-Gymnasium in Mannheim ein und legte 1956 das Abitur ab. Er studierte Geschichte, Klassische Philologie und Philosophie an den Universitäten in Heidelberg, Bonn, Freiburg und München. Rosen legte zunächst den Schwerpunkt im Studium auf die Geschichte der Neuzeit, entschied sich angesichts seiner Neigung zu den alten Sprachen dann aber für die Alte Geschichte. Der Flugzeugabsturz von 1961, bei dem Hans Schaefer, Jacques Moreau und zahlreiche Heidelberger Nachwuchswissenschaftler bei Ankara ums Leben kamen, führte Rosen in die historische Wissenschaft: Auf Bitten der akademischen Rätin Ursula Weidemann trat er als Doktorand in das verwaiste Heidelberger Institut ein. Rosen wurde 1966 mit einer von Viktor Pöschl betreuten Arbeit zur Darstellungskunst und Historizität bei Ammianus Marcellinus in Heidelberg promoviert. Neben Pöschl war Fritz Gschnitzer sein wichtigster akademischer Lehrer.
Rosen war nach der Promotion drei Jahre Senior Lecturer an der University of South Africa in Pretoria, wo er 1970 über ein staatsrechtlich orientiertes Thema zur hellenistischen Geschichte erneut promoviert wurde. Es folgten Tätigkeiten als Assistent (1970–1971) und Akademischer Rat (1971–1977) am Seminar für Alte Geschichte der Universität Freiburg. Zwischenzeitlich war Rosen 1974 Gastprofessor an der State University of Massachusetts, Amherst. Im Jahr 1974 habilitierte er sich an der Universität Freiburg für Alte Geschichte mit der Arbeit König und Volk im hellenistischen Makedonien. In Freiburg prägten ihn am stärksten Hermann Strassburger und Walter Schmitthenner. Nach der Habilitation lehrte er zunächst als Privatdozent und dann als Professor an den Universitäten Freiburg (1974–1978) und Eichstätt (1978–1982). Seit 1982 war er bis zu seiner Emeritierung 2002 als Nachfolger von Johannes Straub Professor für Alte Geschichte an der Universität Bonn. Dort war er von 1992 bis 1996 Prodekan der Philosophischen Fakultät. Seit 1997 ist er zudem ordentliches Mitglied der Nordrhein-Westfälischen Akademie der Wissenschaften und der Künste. Dort ist er Vorsitzender der Kommission zur Edition der Urkunden Ludwigs des Frommen.

### Forschungsschwerpunkte

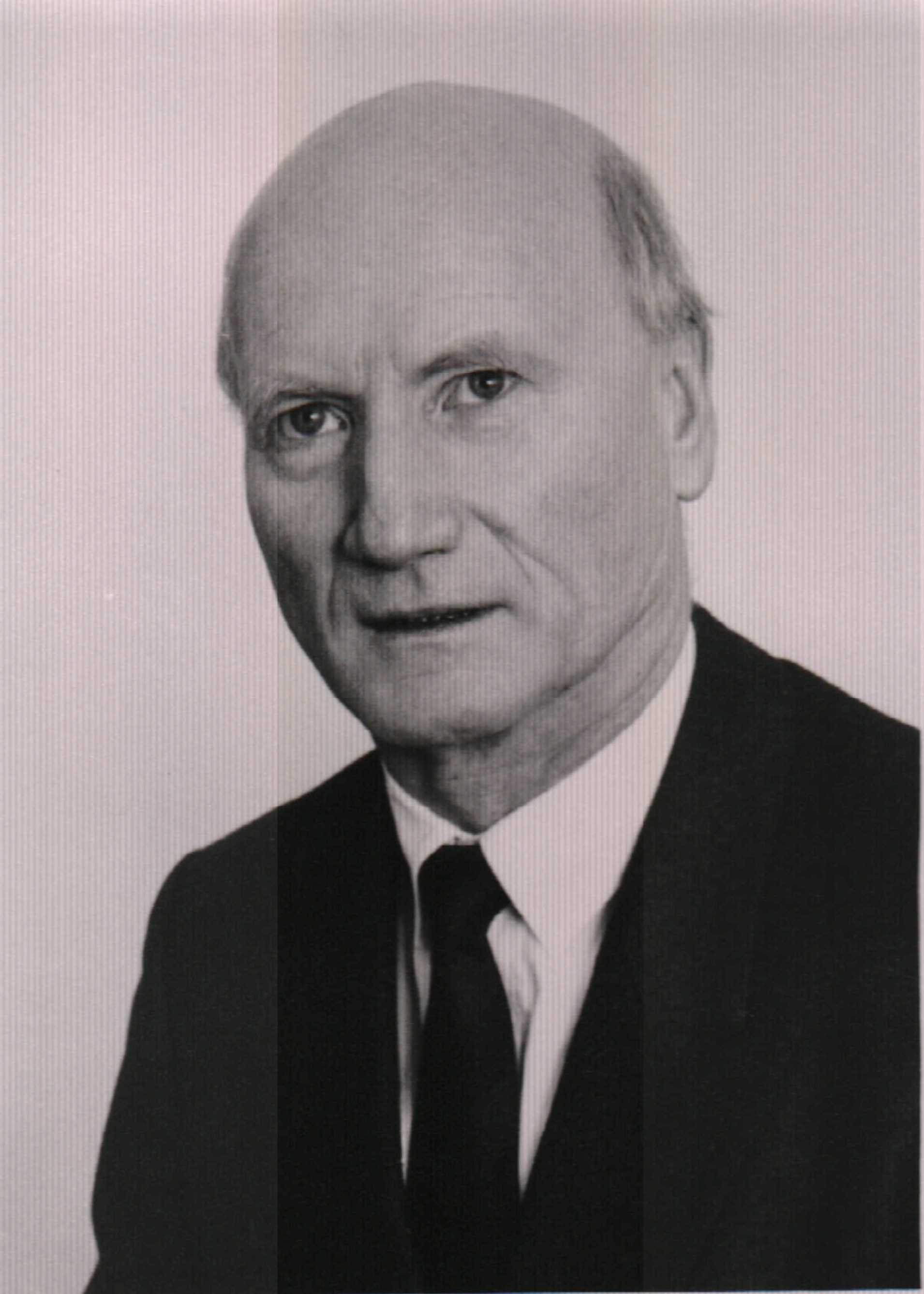
Klaus Rosen, 2001

Rosen beschäftigt sich vor allem mit der Spätantike sowie der christlichen und heidnischen Religionsgeschichte in der römischen Kaiserzeit. Dabei steht die Problematik Christentum und römischer Staat im Vordergrund. Dazu publizierte er zahlreiche Einzelstudien. Rosen forschte seit seiner Heidelberger Dissertation von 1968 eingehend zu Ammianus Marcellinus. 1982 veröffentlichte er ein bis heute einschlägiges Handbuch zu Ammianus Marcellinus. 1994 erschien von Rosen der Sammelband Macht und Kultur im Rom der Kaiserzeit. Der Band beinhaltet zehn Beiträge, die auf ein 1989 in Bonn abgehaltenes Symposion zurückgehen. Thematisch behandeln die Beiträge Herrscherkult und Herrschaftssymbolik, das Verhältnis von Gebildetem und Herrschern oder Weltherrschaftsvorstellungen und Augustus. Das fachliche Spektrum erstreckt sich vom Hellenismus bis zur Spätantike und behandelt auch das 16./17. Jahrhundert. Seine langjährigen Forschungen über Mark Aurel legte Rosen 1997 für ein breiteres Publikum in einem Taschenbuch vor.
Rosen veröffentlichte 2002 eine knappe Einführung in die Völkerwanderung. Im Jahr 2006 erschien von Rosen eine umfassende deutschsprachige Biographie zum römischen Kaiser Julian. Im Gegensatz zur üblichen Lehrmeinung vermutet Rosen nicht bereits für die Zeit um 351 eine heimliche Konversion zu den paganen Kulten. Rosen vertritt vielmehr die These, dass erst der Tod des Constantius die Abkehr Julians vom Christentum ausgelöst hat. Diese These, die Rosen bereits 1997 vertreten hat, ist in der Fachwelt umstritten. Im Jahr 2013 veröffentlichte er eine Biographie über Konstantin den Großen. Darin urteilt er in seinem Schlusskapitel über die Berechtigung des Beinamens entschieden über den Kaiser: „Konstantin der Große? Der Große!“ Rosens Biographie über Konstantin wurde in der Fachwelt positiv aufgenommen. Bei der Vielzahl an Biographien zu Konstantin nimmt Rosens Werk in der Beurteilung des Kaisers eine moderate Position ein. Im Jahr 2015 erschien von Rosen eine Biografie über Augustinus, 2016 eine Darstellung zum Hunnenkönig Attila.

## Schriften (Auswahl)
- Ammianus Marcellinus (= Erträge der Forschung. Band 183). Wissenschaftliche Buchgesellschaft, Darmstadt 1982, ISBN 3-534-06373-2.
- als Herausgeber: Macht und Kultur im Rom der Kaiserzeit (= Studium universale. Band 16). Bouvier, Bonn 1994, ISBN 3-416-02330-7.
- Marc Aurel. 3. Auflage. Rowohlt, Reinbek 2004, ISBN 3-499-50539-8.
- Griechische Geschichte erzählt. Von den Anfängen bis 338 v. Chr. Primus, Darmstadt 2000, ISBN 3-89678-168-5.
- Die Völkerwanderung. 3. Auflage. Beck, München 2006, ISBN 3-406-47980-4.
- Julian. Kaiser, Gott und Christenhasser. Klett-Cotta, Stuttgart 2006, ISBN 3-608-94296-3.
- Konstantin der Große. Kaiser zwischen Machtpolitik und Religion. Klett-Cotta, Stuttgart 2013, ISBN 978-3-608-94050-3 (Rezension bei H-Soz-u-Kult).
- Augustinus. Genie und Heiliger. Zabern, Wiesbaden 2015, ISBN 978-3-8053-4860-7.
- Attila. Der Schrecken der Welt. Beck, München 2016, ISBN 978-3-406-69030-3.